# وادي سقام
وادي سقام (بضم السين وفتح القاف) هو واد صغير ومورد ماء في سراة بلقرن جنوبي قرى عفراء تتجه مياهه جنوباً ثم شرقاً حتى يلتقي مع وادي جمح ثم يلتقيان مع وادي ترج ويصبون في وادي بيشة بالأخير، ويمر منه طريق غير معبدة تصل بين طلالا وقرى عفراء.